# Badhof
Badhof ist eine Ortschaft und Katastralgemeinde in der Gemeinde Behamberg in Niederösterreich.

## Geographie
Die Rotte Badhof befindet sich südlich von Behamberg auf einem Bergrücken. Die Katastralgemeinde Badhof besteht aus den Rotten Badhof und Steinbach sowie den Streusiedlungen Daxberg, Laach und Ritz. Badhof ist von Behamberg aus über die Landesstraße L6258 erreichbar. Am 1. Jänner 2024 zählte die Ortschaft 343 Einwohner. Im Franziszeischen Kataster von 1822 ist die Rotte mit vereinzelten Gehöften verzeichnet.
Der Meierhof des Schlosses Steinbach, das ab 1800 verfiel, befand sich in der Rotte Steinbach. Heute steht an dieser Stelle ein Bauernhof.

## Geschichte
Im Jahr 1822 wurde der Ort als Rotte mit 15 Häusern genannt, die nach Behamberg eingepfarrt war, wohin auch die Kinder eingeschult wurden. Die Herrschaft Dorf an der Enns besaß die Ortsobrigkeit, die Herrschaft Steyer übte die Landgerichtsbarkeit aus und besorgte die Konskription. Die Untertanen und Grundholde des Ortes gehörten den Herrschaften Garsten, Steyr, Ennsegg, Ramingdorf, Dorf Enns und Steyeregg. Laut Adressbuch von Österreich waren im Jahr 1938 in Badhof ein Gastwirt, ein Hersteller von landwirtschaftlichen Geräten, ein Schuster und mehrere Landwirte ansässig.